# Cal Peixater
Cal Peixater és un mas situat al municipi de les Cabanyes, a la comarca catalana de l'Alt Penedès. Es troba arran de Cal Rufino.